# U1 (Berlin)
U1 je linija U-Bahna u Berlinu koja je duga 8.8 kilometara i ima 13 stanica. Vozi od stanice S-Bahna Warshauerstraße, gdje se povezuje na željezničku prugu prema Wrocławu, preko stanica Gleisdreieck i Wittenbergplatz do stanice Uhlandstraße.
Istočni dio linije je najstariji dio berlinskog U-Bahna koji se otvorio 1902. Linija prometuje na uzdignutoj pruzi između stranica Warschauerstraße i Gleisdreieck, a ostatak linije prometuje pod zemljom.